# 피벗
선형대수학에서 피벗(pivot) 또는 피벗 성분(pivot entry,pivot element)는 특정 계산을 수행하기 위한 임의의 알고리즘 (예 : 가우스 소거법, 단순 알고리즘 등)에 의해 먼저 선택된 행렬의 성분(항,원소)이다.

## 피벗팅
행렬 알고리즘의 경우, 피벗 엔트리(성분)는 일반적으로 적어도 {\displaystyle 0}이 아니어야 하고, 종종 {\displaystyle 1} 이 사용되지만  {\displaystyle 1} 이 아닌 값도 가능하다. 이 경우  이러한 성분을 찾는 것을 피벗팅(pivoting)이라고 한다. 피벗팅은 선택된 성분이 나눗셈 등의 연산에 의해 피벗이 고정된 위치에 있게 하고(재정렬), 알고리즘이 성공적으로 진행될 수 있도록 행 또는 열을 교환(스와핑)함으로써 반올림 오류를 줄일 수도 있다. 이것은 종종 에셜론행렬을 확인하는 데 사용된다.
피벗은 행렬의 행 또는 열을 스와핑하거나 재정렬하는 것으로 생각할 수 있으며 따라서 순열 행렬에 의한 행렬곱셈으로 나타낼 수 있다. 그러나 이러한 알고리즘은 행렬 성분을 거의 이동하지 않으므로 시간이 지체될 수 있다.
전반적으로 피벗팅은 알고리즘의 시간복잡도에 더 많은 연산을 추가하게 된다. 이러한 추가 작업은 알고리즘이 작동하기 위해 때로는 필요하다. 시간상에도 불구하고 이러한 추가 작업은 최종 결과에 수치 안정성을 높이기 때문에 가치가 있다.

## 예
{\displaystyle {\begin{pmatrix}2&1&1&5\\4&-6&0&-2\\-2&7&2&9\end{pmatrix}}\to {\begin{pmatrix}2&1&1&5\\0&-8&-2&-12\\0&8&3&14\end{pmatrix}}\to {\begin{pmatrix}2&1&1&5\\0&-8&-2&-12\\0&0&1&2\end{pmatrix}}{\grave {a}}}

## 같이 보기
- 행렬 곱셈
- 계수

## 참고
- http://mathworld.wolfram.com/Pivoting.html